# Горопеке
Горопеке (на словенски: Goropeke) е село в Словения, Горенски регион, община Жири. Според Националната статистическа служба на Република Словения през 2002 г. селото има 57 жители.